# Droit d'auteur au Sénégal
Le droit d'auteur  au Sénégal est l'ensemble des droits exclusifs dont dispose un auteur sur les œuvres de l'esprit Sénégal. Il est réglementé par la loi du 25 janvier 2008 sur le droit d’auteur et les droits voisins, influencé par la législation française et par le droit du copyright.

## Droit d'auteur
Le droit d'auteur protège les œuvres de l'esprit originales, et notamment les œuvres littéraires et artistiques. L’enregistrement de l’œuvre n’est pas nécessaire pour qu’elle bénéficie de la protection du droit d’auteur. L’auteur jouit sur son œuvre du seul fait de sa création, d’un droit de propriété incorporelle exclusif et opposable à tous.

### Droits accordés
La loi reconnaît à l’auteur le droit exclusif d’exploiter son œuvre sous quelque forme que ce soit et d’en tirer un profit pécuniaire. Les droits patrimoniaux comprennent le droit de communication au public, le droit de reproduction, le droit de distribution et le droit de location. La durée de protection des droits patrimoniaux est fixée à 70 ans après la mort de l’auteur, ou de 70 ans à compter de la mort du dernier coauteur survivant en cas d'œuvre de collaboration.

### Exceptions au droit d'auteur
L'œuvre licitement divulguée peut être utilisée sans l’autorisation du titulaire du droit d’auteur pour :
- l’utilisation de l’œuvre dans le cadre familial  (art. 38 Loi 2008-09)

- l’utilisation de l’œuvre effectuée à titre gratuit au cours d’un service religieux dans des locaux réservés à cet effet  (art. 39 Loi 2008-09)

- la reproduction destinée à un usage strictement personnel et privé  (art. 40 Loi 2008-09)

- la copie de sauvegarde d’un programme d’ordinateur (art. 41 Loi 2008-09)

- l’utilisation à des fins d’illustration de l’enseignement sous réserve de la mention du nom de l’auteur et de la source, et que la communication ou la reproduction soient effectuées sans but lucratif  (art. 42 Loi 2008-09)

- la communication de l’œuvre à titre de parodie, compte tenu des lois du genre  (art. 43 Loi 2008-09)

- les analyses et citations sous réserve que le nom de l’auteur et les titres de son œuvre soient mentionnés  (art. 44 Loi 2008-09)

- l’utilisation à des fins d’information (art. 45 Loi 2008-09)

- l’utilisation d’une œuvre graphique ou plastique située  en  permanence  dans  un  endroit  ouvert  au  public, sauf  si  l’image  de  l’œuvre  est  le  sujet  principal  d’une  telle  reproduction, radiodiffusion  ou  communication  et  si  elle  est  utilisée à des fins commerciales  (art. 46 Loi 2008-09)

## Droits voisins du droit d'auteur
L’artiste-interprète a le droit exclusif d’autoriser la communication de son interprétation au public par tout procédé, la fixation de son interprétation, ainsi que la reproduction et la distribution de cette fixation, notamment par vente ou location.

## Conventions internationales
Le Sénégal a adhéré à de nombreuses conventions internationales sur le droit d'auteurs, des brevets et des marques :
- la Convention de Berne pour la protection des œuvres littéraires et artistiques de 1886,

- la Convention de Rome pour la protection des œuvres littéraires et artistiques de 1961,

- l'Accord sur les ADPIC de l'OMC,

- le Traité de l'OMPI sur le droit d'auteur,

regroupe le droit d'auteur et les droits voisins du droit d'auteur. 
- le Traité de l'OMPI sur les interprétations et exécutions et les phonogrammes,

- la Convention pour la protection des producteurs de phonogrammes contre la reproduction non autorisée de leurs phonogrammes,

- l'Accord de Bangui instituant une organisation Africaine traitant sous l'appellation « propriété intellectuelle » des thèmes aussi différents que le droit d'auteur, des brevets et des marques.